# Пшиєзеже (Щецинецький повіт)
Пшиєзеже (пол. Przyjezierze) — село в Польщі, у гміні Борне-Суліново Щецинецького повіту Західнопоморського воєводства.